# Бамбир
Бамбир, кемани (арм. Բամբիռ, Քեմանի) — армянский народный музыкальный инструмент. Кемани от бамбира отличается только меньшими размерами.

## История
Исторической родиной бамбира является северная часть исторической Армении (Трапизон, Джавахети, Черноморское побережье). Первые сведения о бамбире восходят к IX веку. Во время раскопок одной из столиц Армении — Двина, была обнаружена плита с изображением музыканта, на плече которого был инструмент, похожий на скрипку (чем и является бамбир).
В поздних версиях инструмента (XX век) кемани имел высокий звук, тенор и бас.

## Игра
На бамбире играют сидя, держа инструмент между коленями. Можно одновременно играть на двух или трёх струнах. Бамбир имеет 4 струны, настраивается на кварту или квинту, диапазон от ля малой октавы до ля второй октавы.